# یواس‌اس والپاریزو (۱۸۳۶)
یواس‌اس والپاریزو (۱۸۳۶) (به انگلیسی: USS Valparaiso (1836)) یک کشتی بود که طول آن ۱۱۷ فوت ۶ اینچ (۳۵٫۸۱ متر) بود. این کشتی در سال ۱۸۳۶ ساخته شد.